# Tahar Ben Jelloun

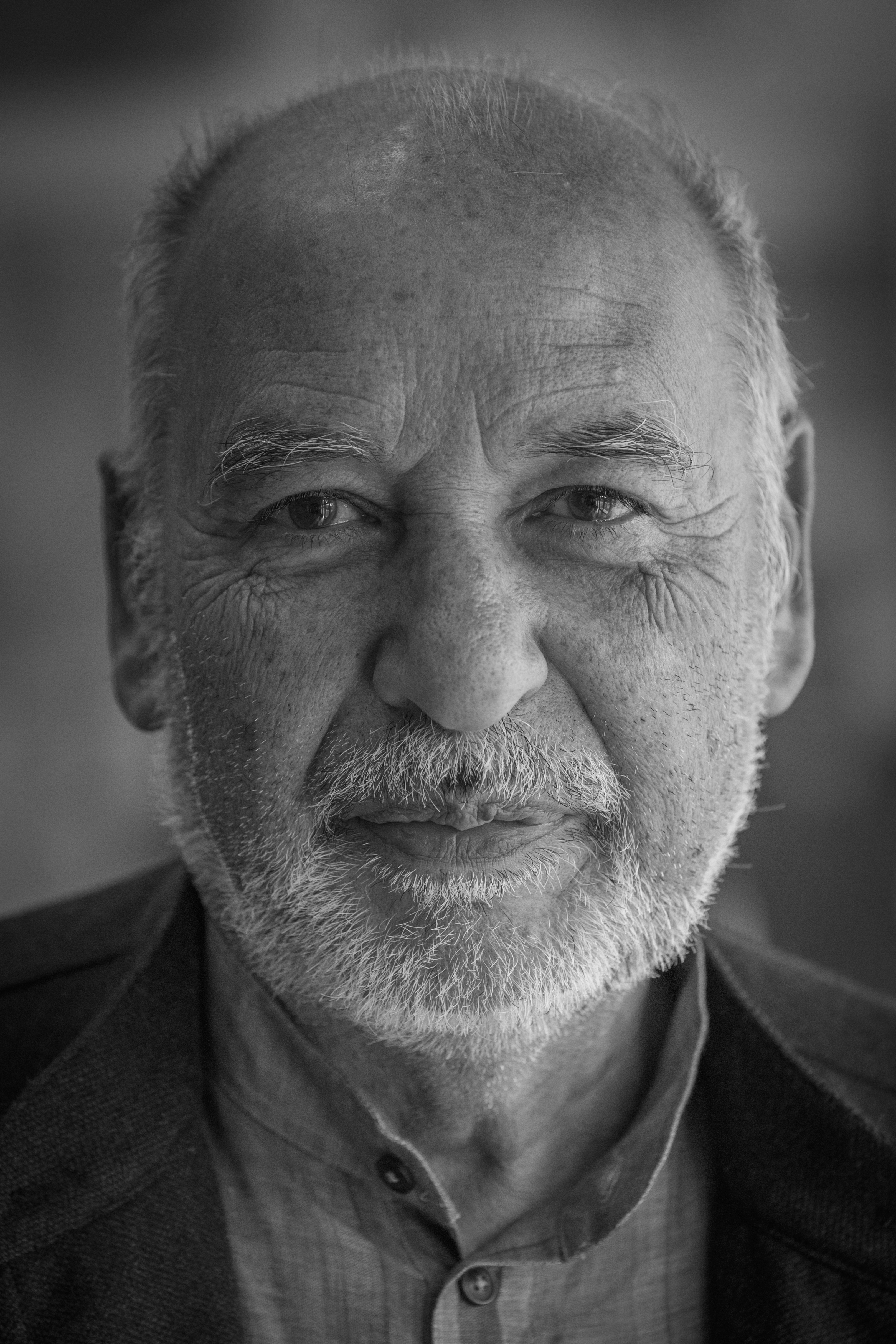
Tahar Ben Jelloun (2013)

Tahar ben Jelloun (Arabisch: طاهر بنجلون)  (Fez, 1 december 1944) is een Marokkaanse romanschrijver, dichter en essayist. Ben Jelloun volgde zijn eerste schooljaren aan een tweetalige Arabisch-Franse basisschool en vervolgde deze aan het Franse lyceum van Tanger tot zijn 18e jaar. Vervolgens studeerde hij Filosofie aan de Universiteit Mohammed-V in Rabat, waar hij zijn eerste gedichten schreef (samengevoegd in Hommes sous linceul de silence (1971). Tahar Ben Jelloun was filosofiedocent in Tétouan en daarna in Casablanca. Sinds 1971 woont en werkt hij in Frankrijk, waar hij eveneens zijn studie psychologie oppakte en in 1975 een doctoraat behaald in sociale psychiatrie, waar hij ook zijn werk van maakte.
Ben Jelloun schrijft in het Frans, hoewel het Arabisch zijn moedertaal is. Hij schreef voor diverse tijdschriften en kranten, waaronder Le Monde. Zijn roman Gewijde Nacht (een vervolg op L'Enfant de sable) won de Prix Goncourt in 1987. In 2004 ontving hij de International IMPAC Dublin Literary Award voor Een verblindende afwezigheid van Licht. Van Harrouda verscheen in 1991 een Franstalige verstripping van Edmond Baudoin.
Tahar Ben Jelloun woont tegenwoordig in Parijs met zijn vrouw en vier kinderen, voor wie hij meerdere pedagogische werken schreef (bijvoorbeeld Le Racisme expliqué à ma fille, 1997). Hij wordt vaak gevraagd voor lezingen op Marokkaanse en Franse scholen en universiteiten.

## Vertalingen in het Nederlands
- Moha de gek, Moha de wijze, Antwerpen: Uitgeverij Soethoudt & co, 1984
- Een gebroken man, Breda: Uitgeverij De Geus, 1994
- Gastvrijheid,  Baarn: Ambo; Den Haag: Novib, 1986.
- Met neergeslagen ogen, Houten: Het Wereldvenster,  1992
- Duivelse liefdes, Amsterdam: Uitgeverij Bezige Bij, 2004
- De schrijver (roman), Breda: Uitgeverij De Geus, 2000
- Gebed voor de afwezige, Breda: Uitgeverij De Geus, 1994
- Gewijde Nacht, Amsterdam: Uitgeverij Muntinga, 1993
- Zoon van haar vader, Breda: Uitgeverij De Geus, 1993
- Een verblindende afwezigheid van licht, Breda: Uitgeverij De Geus, 2002
- De blinde engel, Breda: Uitgeverij De Geus, 1998
- De eerste liefde is altijd de laatste, Breda: Uitgeverij De Geus, 1997
- Herberg der armen, Breda: Uitgeverij De Geus, 2000
- Papa, wat is een Moslim? Breda: Uitgeverij De Geus, 2002
- Papa, wat is een vreemdeling? Breda: Uitgeverij De Geus, 2000
- Weggaan, Amsterdam: De Bezige Bij, 2006